# På opfordring 2
På opfordring 2 är ett album från 1999 av det svenska dansbandet Thorleifs. Vissa av sångerna sjungs på danska, andra på svenska.

## Låtlista
1. Alle smukke glade dage
2. Ring en signal
3. Skänk mig dina tankar
4. Hjemme igen
5. Det halve af mit hjerte
6. Forever and Ever
7. Det sa bom bom i mitt hjärta
8. Nu kommer tårerne igen
9. En gyllene ring
10. Vingerne bær dig
11. The Night Has a Thousand Eyes
12. Inga mörka moln
13. Hallå där
14. Thorleifs medley
  1. En liten ängel
  2. Du gav mig kärlek
  3. Ingen får mig att längta som du
  4. Flyg bort min fågel
  5. Och du tände stjärnorna